# Prenomi georgiani
Questa voce raccoglie i nomi di persona tipici della lingua georgiana, con eventuali varianti e, se esiste, l'equivalente in italiano.

## A
Maschili
| Nome                     | Varianti         | Corrispondente italiano |
| ------------------------ | ---------------- | ----------------------- |
| Abel (აბელ)a             |                  | Abele                   |
| Abram (აბრამ)a           | Abraam (აბრაამ)a | Abramo                  |
| Adam (ადამ)a             |                  | Adamo                   |
| Ak'ak'i (აკაკი)a         |                  | Acacio                  |
| Aleksandre (ალექსანდრე)a |                  | Alessandro              |
| Aleksi (ალექსი)a         |                  | Alessio                 |
| Ambrosi (ამბროსი)a       |                  | Ambrogio                |
| Amiran (ამირან)a         |                  |                         |
| Anat'oli (ანატოლი)a      |                  | Anatolio                |
| Andria (ანდრია)a         | Andro (ანდრო)a   | Andrea                  |
| Anri (ანრი)a             |                  | Enrico                  |
| Ant'on (ანტონ)a          |                  | Antonio                 |
| Anzor (ანზორ)a           |                  |                         |
| Archil (არჩილ)a          |                  |                         |
| Ardalion (არდალიონ)a     |                  |                         |
| Avksent'i (ავქსენტი)a    |                  | Aussenzio               |
| Avtandil (ავთანდილ)a     | Avto (ავთო)a     |                         |

Femminili
| Nome                     | Varianti                                    | Corrispondente italiano |
| ------------------------ | ------------------------------------------- | ----------------------- |
| Aleksandra (ალექსანდრა)a |                                             | Alessandra              |
| Alisa (ალისა)a           |                                             | Alice                   |
| Ana (ანა)a               | Anano (ანანო)a, Ani (ანი)a, Anuk'i (ანუკი)a | Anna                    |
| Anast'asia (ანასტასია)a  |                                             | Anastasia               |

## B
Maschili
| Nome                 | Varianti     | Corrispondente italiano |
| -------------------- | ------------ | ----------------------- |
| Baadur (ბაადურ)a     |              |                         |
| Badri (ბადრი)a       |              |                         |
| Bagrat' (ბაგრატ)a    |              |                         |
| Besarion (ბესარიონ)a | Beso (ბესო)a | Bessarione              |
| Bidzina (ბიძინა)a    |              |                         |
| Boris (ბორის)a       |              |                         |

Femminili
| Nome               | Varianti | Corrispondente italiano |
| ------------------ | -------- | ----------------------- |
| Baia (ბაია)a       |          |                         |
| Barbare (ბარბარე)a |          | Barbara                 |
| Bedisa (ბედისა)a   |          |                         |

## D
Maschili
| Nome                | Varianti         | Corrispondente italiano |
| ------------------- | ---------------- | ----------------------- |
| Daniel (დანიელ)a    |                  | Daniele                 |
| Davit (დავით)a      | Daviti (დავითი)a | Davide                  |
| Dimit'ri (დიმიტრი)a | Dima (დიმა)a     | Demetrio                |

Femminili
| Nome               | Varianti             | Corrispondente italiano |
| ------------------ | -------------------- | ----------------------- |
| Darejan (დარეჯან)a | Darejani (დარეჯანი)a |                         |
| Diana (დიანა)a     |                      | Diana                   |

## E
Maschili
| Nome              | Varianti     | Corrispondente italiano |
| ----------------- | ------------ | ----------------------- |
| Eduard (ედუარდ)a  |              | Edoardo                 |
| Eldar (ელდარ)a    |              |                         |
| Erek'le (ერეკლე)a |              | Eraclio                 |
| Evgeni (ევგენი)a  | Geno (გენო)a | Eugenio                 |

Femminili
| Nome                     | Varianti       | Corrispondente italiano |
| ------------------------ | -------------- | ----------------------- |
| Ek'at'erine (ეკატერინე)a | Ek'a (ეკა)a    | Caterina                |
| Elene (ელენე)a           |                | Elena                   |
| Elisabed (ელისაბედ)a     |                | Elisabetta              |
| Eliso (ელისო)a           | Eliza (ელიზა)a | Elisa                   |
| Elza (ელზა)a             |                | Elsa                    |
| Endzela (ენძელა)a        |                |                         |
| Eter (ეთერ)a             | Eteri (ეთერი)a |                         |
| Eva (ევა)a               |                | Eva                     |

## G
Maschili
| Nome                    | Varianti                               | Corrispondente italiano |
| ----------------------- | -------------------------------------- | ----------------------- |
| Gabriel (გაბრიელ)a      |                                        | Gabriele                |
| Gaioz (გაიოზ)a          |                                        | Caio                    |
| Galakt'ion (გალაქტიონ)a |                                        |                         |
| Gela (გელა)a            |                                        |                         |
| Genadi (გენადი)a        | Geno (გენო)a                           | Gennadio                |
| Giorgi (გიორგი)a        | Gio (გიო)a, Goga (გოგა)a, Gogi (გოგი)a | Giorgio                 |
| Givi (გივი)a            |                                        |                         |
| Gocha (გოჩა)a           |                                        |                         |
| Grigol (გრიგოლ)a        |                                        | Gregorio                |
| Gurgen (გურგენ)a        |                                        |                         |

Femminili
| Nome               | Varianti | Corrispondente italiano |
| ------------------ | -------- | ----------------------- |
| Gulisa (გულისა)a   |          |                         |
| Gulnara (გულნარა)a |          |                         |
| Gulnaz (გულნაზ)a   |          |                         |

## I
Maschili
| Nome               | Varianti                     | Corrispondente italiano |
| ------------------ | ---------------------------- | ----------------------- |
| Iak'ob (იაკობ)a    | K'oba (კობა)a                | Giacobbe/Giacomo        |
| Iason (იასონ)a     |                              | Giasone                 |
| Ilia (ილია)a       |                              | Elia                    |
| Imeda (იმედა)a     |                              |                         |
| Ioane (იოანე)a     | Ivane (ივანე)a, Vano (ვანო)a | Giovanni                |
| Iona (იონა)a       |                              | Giona                   |
| Ioseb (იოსებ)a     | Soso (სოსო)a                 | Giuseppe                |
| Irak'li (ირაკლი)a  |                              | Ercole                  |
| Isidore (ისიდორე)a |                              | Isidoro                 |
| Iuri (იური)a       |                              | Yuri                    |

Femminili
| Nome             | Varianti       | Corrispondente italiano |
| ---------------- | -------------- | ----------------------- |
| Irine (ირინე)a   | Irina (ირინა)a | Irene                   |
| Irma (ირმა)a     |                | Irma                    |
| Izolda (იზოლდა)a |                | Isotta                  |

## K
Maschili
| Nome                          | Varianti | Corrispondente italiano |
| ----------------------------- | -------- | ----------------------- |
| K'arlo (კარლო)a               |          | Carlo                   |
| K'onst'ant'ine (კონსტანტინე)a |          | Costantino              |
| K'orneli (კორნელი)a           |          | Cornelio                |

Femminili
| Nome                  | Varianti                   | Corrispondente italiano |
| --------------------- | -------------------------- | ----------------------- |
| Ketevan (ქეთევან)a    | Keti (ქეთი)a, Keto (ქეთო)a |                         |
| Khatuna (ხათუნა)a     |                            |                         |
| Krist'ine (ქრისტინე)a |                            | Cristina                |

## L
Maschili
| Nome                  | Varianti | Corrispondente italiano |
| --------------------- | -------- | ----------------------- |
| Lasha (ლაშა)a         |          |                         |
| Lavrent'i (ლავრენტი)a |          | Lorenzo                 |
| Levan (ლევან)a        |          | Leone                   |
| Luk'a (ლუკა)a         |          | Luca                    |

Femminili
| Nome           | Varianti | Corrispondente italiano |
| -------------- | -------- | ----------------------- |
| Lali (ლალი)a   |          |                         |
| Leila (ლეილა)a |          | Leila                   |
| Lela (ლელა)a   |          |                         |
| Lena (ლენა)a   |          | Lena                    |
| Lia (ლია)a     |          | Lia                     |
| Liana (ლიანა)a |          | Liana                   |
| Lidia (ლიდია)a |          | Lidia                   |
| Liza (ლიზა)a   |          | Lisa                    |

## M
Maschili
| Nome                | Varianti            | Corrispondente italiano |
| ------------------- | ------------------- | ----------------------- |
| Maksime (მაქსიმე)a  |                     | Massimo                 |
| Malkhaz (მალხაზ)a   | Malkhazi (მალხაზი)a |                         |
| Mamuk'a (მამუკა)a   |                     |                         |
| Mate (მათე)a        |                     | Matteo                  |
| Melit'on (მელიტონ)a |                     | Mellito                 |
| Merab (მერაბ)a      |                     |                         |
| Mikheil (მიხეილ)a   | Misho (მიშო)a       | Michele                 |
| Murtaz (მურთაზ)a    |                     |                         |

Femminili
| Nome                | Varianti                                           | Corrispondente italiano |
| ------------------- | -------------------------------------------------- | ----------------------- |
| Madona (მადონა)a    |                                                    |                         |
| Maia (მაია)a        |                                                    | Maia                    |
| Maq'vala (მაყვალა)a |                                                    |                         |
| Manana (მანანა)a    |                                                    |                         |
| Mari (მარი)a        | Mariam (მარიამ)a, Mariami (მარიამი)a, Meri (მერი)a | Maria                   |
| Marik'a (მარიკა)a   |                                                    | Marica                  |
| Marine (მარინე)a    | Marina (მარინა)a                                   | Marina                  |
| Marta (მართა)a      |                                                    | Marta                   |
| Medea (მედეა)a      |                                                    | Medea                   |
| Melano (მელანო)a    |                                                    | Melania                 |
| Mimoza (მიმოზა)a    |                                                    | Mimosa                  |
| Mzia (მზია)a        |                                                    |                         |

## N
Maschili
| Nome                | Varianti                                         | Corrispondente italiano |
| ------------------- | ------------------------------------------------ | ----------------------- |
| Nik'oloz (ნიკოლოზ)a | Nik'a (ნიკა)a, Nik'o (ნიკო)a, Nik'usha (ნიკუშა)a | Nicola                  |
| Noe (ნოე)a          |                                                  | Noè                     |

Femminili
| Nome                | Varianti            | Corrispondente italiano |
| ------------------- | ------------------- | ----------------------- |
| Nana (ნანა)a        | Nanuli (ნანული)a    |                         |
| Nat'alia (ნატალია)a | Nat'a (ნატა)a       | Natalia                 |
| Natela (ნათელა)a    | Natia (ნათია)a      |                         |
| Nest'an (ნესტან)a   | Nest'ani (ნესტანი)a |                         |
| Nino (ნინო)a        |                     |                         |
| Nona (ნონა)a        |                     | Nonna                   |

## O
Maschili
| Nome                | Varianti | Corrispondente italiano |
| ------------------- | -------- | ----------------------- |
| Okrop'ir (ოქროპირ)a |          |                         |
| Oleg (ოლეგ)a        |          |                         |
| Otar (ოთარ)a        |          |                         |

Femminili

## P
Maschili
| Nome             | Varianti           | Corrispondente italiano |
| ---------------- | ------------------ | ----------------------- |
| P'avle (პავლე)a  |                    | Paolo                   |
| P'et're (პეტრე)a |                    | Pietro                  |
| Pridon (ფრიდონ)a | Pridoni (ფრიდონი)a |                         |

Femminili

## R
Maschili
| Nome              | Varianti                            | Corrispondente italiano |
| ----------------- | ----------------------------------- | ----------------------- |
| Ramaz (რამაზ)a    | Ramazi (რამაზი)a                    |                         |
| Revaz (რევაზ)a    | Revazi (რევაზი)a, Rezik'o (რეზიკო)a |                         |
| Roland (როლანდ)a  |                                     | Rolando                 |
| Rost'om (როსტომ)a |                                     |                         |

Femminili
| Nome               | Varianti                                                 | Corrispondente italiano |
| ------------------ | -------------------------------------------------------- | ----------------------- |
| Rusudan (რუსუდან)a | Rusudani (რუსუდანი)a, Rusik'o (რუსიკო)a, Rusk'a (რუსკა)a |                         |

## S
Maschili
| Nome                  | Varianti         | Corrispondente italiano |
| --------------------- | ---------------- | ----------------------- |
| Saba (საბა)a          |                  | Saba                    |
| Sandro (სანდრო)a      |                  | Sandro                  |
| Sergi (სერგი)a        | Sergo (სერგო)a   | Sergio                  |
| Shalva (შალვა)a       |                  |                         |
| Simon (სიმონ)a        | Simoni (სიმონი)a | Simone                  |
| Sp'art'ak' (სპარტაკ)a |                  | Spartaco                |
| St'epane (სტეფანე)a   |                  | Stefano                 |

Femminili
| Nome                  | Varianti     | Corrispondente italiano |
| --------------------- | ------------ | ----------------------- |
| Salome (სალომე)a      |              | Salomè                  |
| Sidonia (სიდონია)a    | Nia (ნია)a   | Sidonia                 |
| Sopio (სოფიო)a        |              | Sofia                   |
| Svet'lana (სვეტლანა)a | Lana (ლანა)a |                         |

## T
Maschili
| Nome                 | Varianti                             | Corrispondente italiano |
| -------------------- | ------------------------------------ | ----------------------- |
| Tamaz (თამაზ)a       | Tamazi (თამაზი)a                     |                         |
| T'ariel (ტარიელ)a    |                                      |                         |
| Tedore (თედორე)a     |                                      | Teodoro                 |
| Teimuraz (თეიმურაზ)a | Teimurazi (თეიმურაზი)a, Temo (თემო)a |                         |
| Temur (თემურ)a       | Temuri (თემური)a                     |                         |
| Tengiz (თენგიზ)a     |                                      |                         |
| T'erent'i (ტერენტი)a |                                      | Terenzio                |
| Toma (თომა)a         |                                      | Tommaso                 |
| Tornik'e (თორნიკე)a  |                                      |                         |

Femminili
| Nome                 | Varianti                           | Corrispondente italiano |
| -------------------- | ---------------------------------- | ----------------------- |
| Tamar (თამარ)a       | Tamara (თამარა)a, Tamari (თამარი)a | Tamara                  |
| T'at'iana (ტატიანა)a |                                    | Tatiana                 |
| Tea (თეა)a           |                                    | Tea                     |
| Tek'la (თეკლა)a      |                                    | Tecla                   |
| Teona (თეონა)a       | Teo (თეო)a                         | Teano                   |
| Tina (თინა)a         |                                    | Tina                    |
| Tinatin (თინათინ)a   | Tinatini (თინათინი)a               |                         |
| Tsisana (ცისანა)a    |                                    |                         |
| Tsisia (ცისია)a      |                                    |                         |
| Tsiuri (ციური)a      |                                    |                         |

## V
Maschili
| Nome                 | Varianti         | Corrispondente italiano |
| -------------------- | ---------------- | ----------------------- |
| Vakht'ang (ვახტანგ)a |                  |                         |
| Valeri (ვალერი)a     |                  | Valerio                 |
| Valerian (ვალერიან)a |                  | Valeriano               |
| Varlaam (ვარლაამ)a   | Varlam (ვარლამ)a | Barlaam                 |
| Vasil (ვასილ)a       | Vaso (ვასო)a     | Basilio                 |
| Vazha (ვაჟა)a        |                  |                         |
| Vepkhia (ვეფხია)a    |                  |                         |
| Vladimer (ვლადიმერ)a | Lado (ლადო)a     | Vladimiro               |

Femminili
| Nome                  | Varianti          | Corrispondente italiano |
| --------------------- | ----------------- | ----------------------- |
| Vardo (ვარდო)a        |                   |                         |
| Vera (ვერა)a          | Verik'o (ვერიკო)a | Vera                    |
| Vikt'oria (ვიქტორია)a |                   | Vittoria                |

## Z
Maschili
| Nome               | Varianti         | Corrispondente italiano |
| ------------------ | ---------------- | ----------------------- |
| Zaal (ზაალ)a       |                  |                         |
| Zakaria (ზაქარია)a |                  | Zaccaria                |
| Zaur (ზაურ)a       |                  |                         |
| Zurab (ზურაბ)a     |                  |                         |
| Zviad (ზვიად)a     | Zviadi (ზვიადი)a |                         |

Femminili